# Proctonemesia
Proctonemesia is een geslacht van spinnen uit de familie springspinnen (Salticidae).

## Soorten
De volgende soorten zijn bij het geslacht ingedeeld:
- Proctonemesia multicaudata Bauab & Soares, 1978
- Proctonemesia secunda (Soares & Camargo, 1948)